# 日丹科山
日丹科山（俄语：Гора Жданко）或突岨山（日语：／）是日丹科山脉的山，属萨哈林州马卡罗夫区，旧属桦太厅元泊郡帆寄村，海拔682.2米。最近的火车站是桦太东线的近幌站，在车站内侧有登山道可上山观景。